# Valdrada Hauteville
Valdrada Hauteville, auch Valdrada Altavilla oder Valdrada Altavilla Tiepolo, bzw. Gualdrada (* in Süditalien vor 1195; † nach 1249 in Venedig), war durch die Ehe mit Jacopo Tiepolo, der von seiner Wahl am 6. März 1229 bis zu seinem Rücktritt im Mai 1249 Doge von Venedig war, von 1242 bis 1249 Dogaressa der Republik Venedig. Sie war die Nachfolgerin der ersten Ehefrau des Dogen, der Maria Storlado.
Meist wird von Valdrada angenommen, sie sei eine Tochter des süditalienisch-normannischen Königs Tankred von Lecce gewesen. Für Zweifel an dieser Abstammung sorgte die Tatsache, dass ihr Vater bereits 1194 gestorben war, Valdrada zum Zeitpunkt ihrer Eheschließung daher rund fünfzig Jahre alt gewesen sein müsste. Andererseits war der Doge zu dieser Zeit etwa siebzig Jahre alt; zudem war es bis 1275 gängig, dass führende Mitglieder der Adelshäuser Venedigs Angehörige ausländischer Adelsfamilien heirateten.
Pompeo Molmenti glaubte 1887 in seinem Werk La dogaressa di Venezia (S. 114 f.), „Gualdrada“ wäre die Schwester König Rogers von Sizilien gewesen (dessen Vater ja ebenfalls Tankred war). Sie habe starken Einfluss auf ihren Mann ausgeübt, ohne dass der Autor eine Quelle angibt. An einer Stelle erscheint die Dogaressa im Amtseid des Dogen, der nach ihm geändert wurde. Als dieser schwören musste, von niemandem Geschenke anzunehmen, „exceptis aqua rosata, foliis, floribus et herbis odoriferis et balsamo“, also mit Ausnahme von Rosenwasser, Blättern, Blumen, Kräutern und Balsam, wurde ausdrücklich festgehalten, dass auch die Dogaressa diesen Passus der Promissione ducale beeiden musste.
Der Doge hatte fünf Kinder, nämlich eine Tochter namens Maria, die einen Bartolomeo Gradenigo heiratete, und vier Söhne. Diese waren Pietro und Lorenzo, Giovanni (Conte von Ossero) sowie Andrea. Ihnen verschaffte der Doge so viele hohe Posten, dass der Amtseid seines Nachfolgers diese Art von Vetternwirtschaft explizit untersagte. Holly S. Hurlburt nimmt an, dass Pietro, Lorenzo und Giovanni Söhne aus der ersten Ehe ihres Mannes waren, ihre Mutter also Maria Storlado war, Jacopo Tiepolos erste Frau (S. 188).